# شهرستان فنگشون
شهرستان فنگشون (به لاتین: Fengshun County) یک منطقهٔ مسکونی در چین است که در ماوژوا واقع شده‌است.